# Sinularia exilis
Sinularia exilis är en korallart som beskrevs av Tixier-Durivault 1970. Sinularia exilis ingår i släktet Sinularia och familjen läderkoraller. Inga underarter finns listade i Catalogue of Life.